# Mándi Márton István

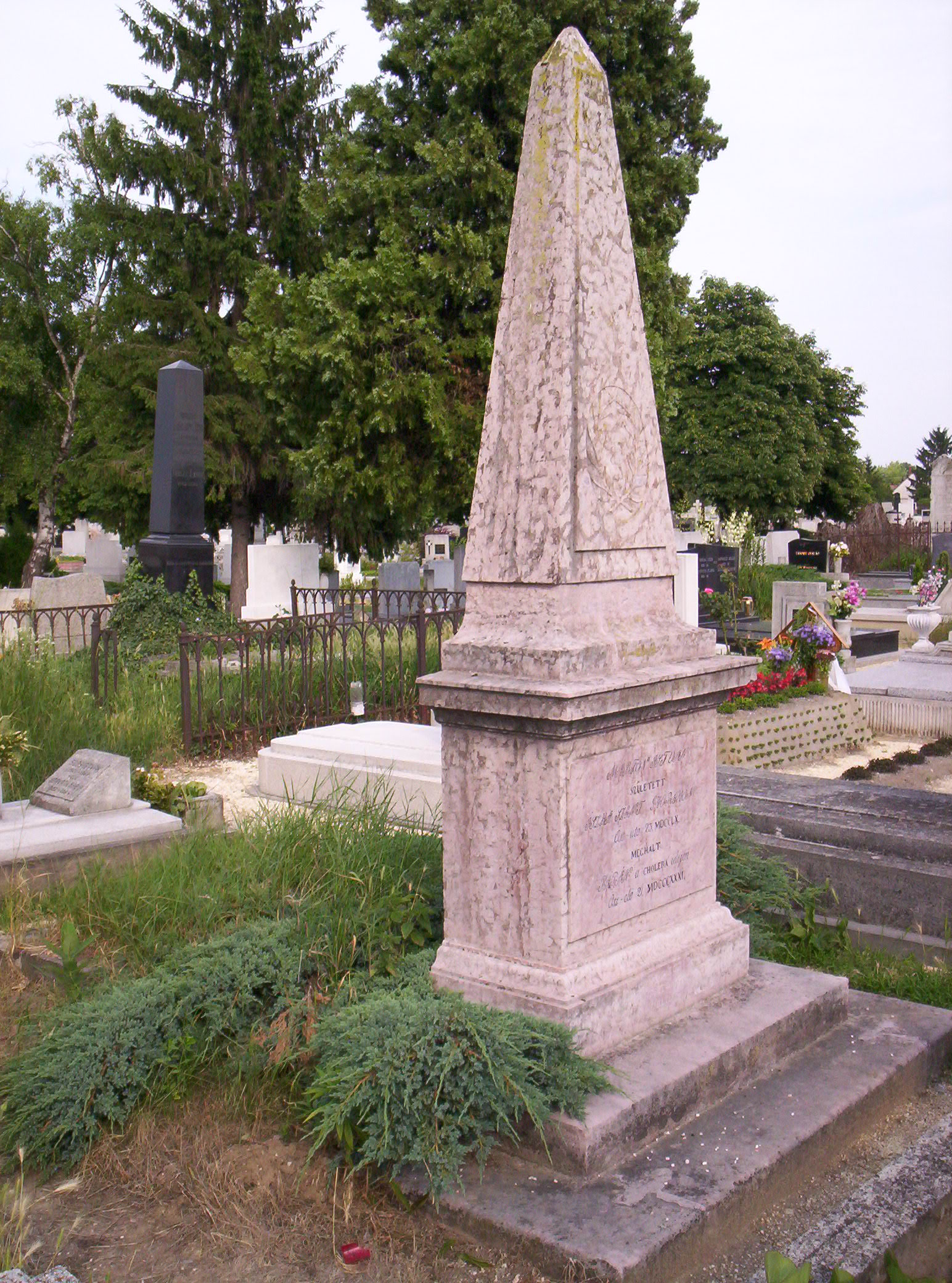
Sírja a pápai Alsóvárosi temetőben

Mándi Márton István (Iszkaszentgyörgy, 1760. november 23. – Pápa, 1831. szeptember 21.) magyar pedagógus, tanár, filozófus és nyelvész, a Pápai Református Kollégium felvirágoztatója. Előnevét édesapja szülőfalujáról, a Szabolcs megyei Mándról kapta.

## Élete
A zsarolyáni és mándi Marton család sarja; Szatmár megyei régi adományos család, mely már a XIV. században Zsarolyány helység egy részét bírta.
Szentkirályszabadján, Kecskeméten és a Debreceni Református Kollégiumban töltött tanulóéveit követően Hajdúnánáson volt az akadémia rektora, majd 1789-90-ben a göttingeni egyetemen tanult. Hazatérte után elvállalta az adászteveli száműzetésből nem sokkal korábban visszatért, hírnevében megtépázott Pápai Református Kollégium rektori tisztét, amit 41 éven keresztül, haláláig viselt. Vezetése alatt a kollégium felvirágzott, hamarosan újra az ország vezető protestáns főiskolái között tartották számon.
Kitűnő szervező, szuggesztív tanár, valódi újító volt: a kollégiumot a kor követelményeinek megfelelően építette újjá, az oktatásban a legmodernebb módszereket vezette be; nevelési elveit Keresztény morális kis katechizmus című könyvében foglalta össze. Felkészült tanárokat hozott Pápára, rektorsága alatt indult a természettudományos képzés és ekkor épült fel az iskola új épülete (a mai Ókollégium).
Elsősorban teológiát és filozófiát tanított, maga is számos tankönyvet írt. Göttingeni tanulmányai során megismerkedett Kant elveivel, amit Magyarországon ő tanított elsőként (1795-től); emiatt súlyos bírálatok érték. Késői tisztelői a „pápai Kant” néven is emlegetik. Ugyancsak az elsők között volt, aki magyar nyelven tanított – ez annyira nem felelt meg kortársainak, hogy az 1815-ös kerületi gyűlés határozata alapján kénytelen volt visszatérni a latin nyelvű oktatáshoz.

## Családja, leszármazottai
Mándi Márton István 1791. március 31-én Pápán vette feleségül szentgyörgyvölgyi Zsoldos György, könyvkötő és Csabai Zsuzsanna lányát, szentgyörgyvölgyi Zsoldos Katalint (Pápa, 1774. – Pápa, 1830. március 12.).
Leszármazottai:
- Albert (Pápa, 1802. – Vilonya, 1866. november 14.) vilonyai ref. lelkész
  - Sándor (Vilonya, 1829. május 23. – ?) sárbogárdi földbirtokos, felesége: nemes boronkai és nezettei Boronkay Izabella
  - Miklós (Vilonya, 1834. szeptember 15. – ?) csákberényi ref. lelkész
  - Vince (Vilonya, 1836. május 1. – 1869.) mohai ref. lelkész, felesége: Lakatos Hermina
    - Ferenc (Nagymegyer, 1865. április 26. – ?) szolnoki kir. törvényszéki bíró, felesége: Hatser Irén Mária (? – Baja, 1940. május 21.)

  - Zsófia (Vilonya, 1838. október 7. – ?), férje: Dömény József nagyberényi ref. lelkész
  - Tamás (Vilonya, 1842. szeptember 10. – ?) ref. lelkész, felesége: Kopácsy Kamilla
- Zsuzsanna (Pápa, 1803. december 21. – ?), férje: Pápa, 1825. január 18. Keserű János nemesgörzsönyi ref. lelkész
  - Zsófia (Nemesgörzsöny, 1826. március 12. – Nyárád, 1893. január 21.), férje: Nyárád, 1842. április 10. Stettner Ignác (? – Pápa, 1896. március 15.) ref. lelkész
- Zsófia (Pápa, 1807. augusztus 29. – ?), férje: Pápa, 1826. február 5. nemes Csoknyai Pál, Keszthelyen a gróf Festetics család uradalmi kasznárja
- Antal (Pápa, 1809. október 11. – Veszprém, 1878.) törvényszéki bíró, felesége: Veszprém, 1852. február 14. nemes Kocsi Horváth Judit
  - Antónia Judit (Veszprém, 1852. december 5. – Bécs, 1901. május 5.), férje: Veszprém, 1873. december 10. nemes jekel- és margitfalvi Jekelfalussy Lajos (Szacsúr, 1848. október 1. – Lontó, 1911. július 22.) magyar katonatiszt, honvédelmi miniszter a második Wekerle-kormányban

## Halála
1831-ben kolerajárvány dúlt Pápán, ennek esett áldozatul Mándi Márton István. Sírja az Alsóvárosi temetőben található.